# Pareuplexia nigrina
Pareuplexia nigrina là một loài bướm đêm trong họ Noctuidae.